# Kurt Löwenstein
Kurt Löwenstein (ur. 1883 w Berlinie, zm. 9 stycznia 1956) – niemiecki i izraelski lekarz neurolog i psychiatra.

## Życiorys
Studiował medycynę w Berlinie i Monachium, tytuł doktora medycyny otrzymał w Lipsku w 1908 roku. Potem przez pół roku pracował w Instytucie Fizjoterapii Uniwersytetu Berlińskiego i przez kolejny rok w zakładzie psychiatrycznym Lichtenberg (Herzberge) jako asystent Carla Moeliego. Potem wyjechał do Zurychu, gdzie zajmował się zagadnieniami neuroanatomicznymi. Od 1910 związany z prywatną polikliniką Hermanna Oppenheima. W czasie I wojny światowej praktykował w lazarecie dla rezerwistów; w 1918 objął kierownictwo stacji urazów głowy w Hanowerze i przez dwa lata służył jako doradca armii niemieckiej. W 1921 objął kierownictwo oddziału neurologicznego szpitala Lankwitz w Berlinie. W 1934 roku emigrował do Palestyny.  Tam konsultował szpital Kupat Cholim w Tel Awiwie i był ordynatorem oddziału psychiatrycznego szpitala Geha. Konsultował również psychiatrycznie szpitale Beilinson, Schalvata i Beit Finestone. Od 1949 przewodniczył Towarzystwu Neuropsychiatrycznemu w Palestynie.

## Wybrane prace
- Beitrag zur Differential-Diagnose des katatonischen und hysterischen Stupor, 1908
- Zur Kenntnis der Faserung des Hinterhaupts- und Schläfenlappens (Sehstrahlung, unteres Längsbündel, Türcksches Bündel) nebst klinischen Bemerkungen über Tumoren des rechten Schläfenlappens, 1911